# بوتیل اکریلات
بوتیل اکریلات (به انگلیسی: Butyl acrylate) مایعی شفاف با بویی تند و دارای قابلیت حل شوندگی کم در آب و انواع محلول‌ها با چگالی کمتر از آب است. این مونومر اکریلیکی دارای ساختار شیمیایی مولکولی C7H12O2 است. بوتیل اکریلات دارای الاستیسیته بالاست و از جمله مهمترین خواصش مقاومت بالا در برابر شکست است. نقطه جوش و ذوب این ماده به ترتیب ۱۴۵ درجه و ۶۴- درجه سانتی‌گراد و دارای نقطهٔ اشتعال ۳۹ درجه سانتی گراد است. بوتیل‌اکریلات از واکنش اسید کلریک با نان بوتانول در درجه حرارت بالا تولید می‌شود.